# 松田町停留場
松田町停留場（日语：／ Machidachō teiryūjō */?）是一個位於日本大阪府大阪市西成區天下茶屋二丁目（惠美須町方向月台）與天下茶屋東二丁目（濱寺站前方向月台），屬於阪堺電氣軌道阪堺線的停留場。車站編號為HN55。

### 車站構造
夾著平交道2面2線的地面車站。

## 相鄰停留場
阪堺電氣軌道
■阪堺線
今船（HN54）－松田町（HN55）－北天下茶屋（HN56）